# Ahuatepec, Calcahualco
Ahuatepec är en ort i Mexiko.   Den ligger i kommunen Calcahualco och delstaten Veracruz, i den sydöstra delen av landet, 220 km öster om huvudstaden Mexico City. Ahuatepec ligger 1 889 meter över havet och antalet invånare är 115.
Terrängen runt Ahuatepec är huvudsakligen kuperad, men västerut är den bergig. Terrängen runt Ahuatepec sluttar österut. Runt Ahuatepec är det tätbefolkat, med 331 invånare per kvadratkilometer. Närmaste större samhälle är Huatusco de Chicuellar, 13,1 km öster om Ahuatepec. Omgivningarna runt Ahuatepec är en mosaik av jordbruksmark och naturlig växtlighet.